# Drell-Yan-Prozess

Drell-Yan-Prozess: ein Quark aus einem Hadron annihiliert mit einem Antiquark aus einem anderen Hadron zu einem Paar von Leptonen

Der Drell-Yan-Prozess ist ein Hadron-Hadron-Streuprozess in der Hochenergiephysik. Man versteht hierunter die gegenseitige Vernichtung eines Quarks aus einem Hadron mit einem Antiquark aus einem anderen Hadron unter Bildung eines virtuellen Photons oder Z-Bosons, das anschließend in ein Paar entgegengesetzt geladener Leptonen zerfällt.
Der Drell-Yan-Prozess wurde erstmals 1970 von Sidney Drell und Tung-Mow Yan vorgeschlagen, um die Produktion von Lepton-Antilepton-Paaren in Hochenergiekollisionen von Hadronen zu beschreiben. Experimentell wurde dieser Prozess erstmals von J. H. Christenson et al. in Proton-Uran-Kollisionen am Brookhaven National Laboratory, Alternating Gradient Synchrotron beobachtet.

## Überblick
Der Drell-Yan-Prozess liefert wichtige Informationen über die Partonverteilungsfunktionen, die wesentlicher Bestandteil der Berechnung und Vorhersage aller Prozesse in Hadronbeschleunigern sind. Bisher ist es nicht gelungen, die Partonverteilungsfunktionen direkt zu berechnen, sondern nur, sie an Beschleunigern experimentell zu bestimmen.
Die Produktion von Z-Bosonen im Drell-Yan-Prozess bietet die Möglichkeit, die Kopplungen, d. h. die Wechselwirkungsstärke, des Z-Bosons an Quarks zu untersuchen. Die wichtigste Beobachtungsgröße ist dabei die Vorwärts-Rückwärts-Asymmetrie der Winkelverteilung der beiden erzeugten Leptonen in ihrem Schwerpunktsystem.
Falls schwerere neutrale Eichbosonen wie das Z′-Boson existieren, so könnten sie als Peak im Spektrum der invarianten Masse des Leptonpaars entdeckt werden, so wie dort auch das Z-Boson des Standardmodells zu sehen ist.